# Eastwood (Nottinghamshire)
Eastwood – miasto i civil parish w Wielkiej Brytanii, w Anglii, w regionie East Midlands, w hrabstwie Nottinghamshire, w dystrykcie Broxtowe. Leży na wschodnim brzegu rzeki Erewash, 11,2 km od miasta Nottingham i 186,9 km od Londynu. W 2001 roku miasto liczyło 18 612 mieszkańców. W 2011 roku civil parish liczyła 10 695 mieszkańców. Eastwood jest wspomniane w Domesday Book (1086) jako Estewic.
W tym mieście ma swą siedzibę klub piłkarski - Eastwood Town F.C. oraz klub krykietowy - Eastwood Town Cricket Club.